# Alta marea (serie televisiva 1969)
Alta marea (Riptide) è una serie televisiva australiana in 26 episodi trasmessi per la prima volta nel corso di una sola stagione nel 1969.
È una serie d'avventura incentrata sulle vicende di Moss Andrews, un uomo di successo statunitense che dopo la morte della moglie si reca in Australia in cerca di una nuova vita nell'impresa di trasporto navale del suocero.

## Personaggi e interpreti
- Moss Andrews (26 episodi, 1969), interpretato da Ty Hardin.
- Judy Plenderleith (8 episodi, 1969), interpretata da Sue Costin.
- Neal Winton (8 episodi, 1969), interpretato da Jonathan Sweet.
- Diana (3 episodi, 1969), interpretata da Suzy Kendall.
- Bruno (3 episodi, 1969), interpretato da Tom Oliver.
- Cyprus Man 1 (3 episodi, 1969), interpretato da Robert Bruning.
- Adam Brockenhurst (3 episodi, 1969), interpretato da Alister Smart.
- Jack Johnson (3 episodi, 1969), interpretato da Lex Mitchell.
- Bessie Hedges (3 episodi, 1969), interpretato da Beryl Cheers.
- Chris (3 episodi, 1969), interpretato da Max Cullen.
- 'Salty' Brett (3 episodi, 1969), interpretato da Gerry Duggan.
- 'Pop' Rogers (3 episodi, 1969), interpretato da Willie Fennell.
- Conrad Dehn (3 episodi, 1969), interpretato da Vincent Gil.
- Charlie (3 episodi, 1969), interpretato da Reg Gorman.
- 'Sharky' Hall (3 episodi, 1969), interpretato da Chips Rafferty.

## Produzione
La serie fu prodotta da Robert Banks Stewart e Ralph Smart. Le musiche furono composte da Tommy Tycho.

### Registi
Tra i registi sono accreditati:
- Peter Maxwell in 14 episodi (1969)
- Quentin Lawrence in 6 episodi (1969)
- Jeremy Summers in 6 episodi (1969)

### Sceneggiatori
Tra gli sceneggiatori sono accreditati:
- Ralph Smart in 8 episodi (1969)
- Robert Banks Stewart in 5 episodi (1969)
- Donald Jonson in 5 episodi (1969)
- Monte Doyle in 2 episodi (1969)
- Bill Strutton in 2 episodi (1969)
- Peter Miller

## Distribuzione
La serie fu trasmessa in Australia dal 6 febbraio 1969 al 17 luglio 1969 sulla rete televisiva Seven Network. In Italia è stata trasmessa con il titolo Alta marea.
Alcune delle uscite internazionali sono state:
- in Australia il 6 febbraio 1969 (Riptide)
- in Germania Ovest l'8 gennaio 1972 (S.O.S.-Charterboot!)
- in Francia il 29 giugno 1972 (Aventures australes)
- in Italia (Alta marea)

## Episodi
| Stagione       | Episodi | Prima TV Australia |
| -------------- | ------- | ------------------ |
| Prima stagione | 26      | 1969               |